# Saltimbanco (Cirque du Soleil)
Saltimbanco, o mais antigo espetáculo itinerante do Cirque du Soleil, apresentado pela primeira vez em 1992, é descrito pelo Cirque como uma celebração da vida. Seus criadores dizem que o desenvolveram como um antídoto contra a violência e o desespero tão comuns no século XX. Saltimbanco oferece sua própria visão da vida, plena de otimismo e alegria. Através de sua trilha sonora original, Saltimbanco oferece uma linguagem única através da música, arte e canto.
Saltimbanco é também a primeira produção do Cirque du Soleil a excursionar pela América do Sul, com apresentações em Santiago do Chile, Chile, em março de 2006; Buenos Aires, Argentina, em maio de 2006; São Paulo, em agosto de 2006 e Rio de Janeiro, Brasil, em outubro e novembro de 2006. O espetáculo foi "aposentado" em dezembro de 2006, sendo apresentado pela última vez no Brasil.
Uma adaptação do Saltimbanco iniciou turnê na América do Norte em 31 de julho de 2007, com a sua primeira apresentação em Londres, Ontário, Canadá. Ao contrário do show original, esta versão será encenado em uma arena ao invés da tenda, e o tempo de apresentação será curto em cada cidade que visita.
Após 20 anos em turnê por mais de 45 países e 200 cidades, Saltimbanco apresentou sua última performance no dia 30 de dezembro de 2012, em Montreal.

## Enredo
Em resumo, a história do show seria de uma criança que sai para viver longe de sua família.Ele sai do conforto familiar para explorar todo um mundo a sua volta, uma cidade imaginária, o mundo de Saltimbanco. Criado em 1994 como um antídoto para o caos e a violência típicos do século 20. Saltimbanco tem sua própria linguagem, expressa pela voz, pelo corpo e pela música.

## Personagens
- A Criança

A criança é um espírito livre, ingênuo, que ainda está para descobrir o mundo.
- O Mestre de Cerimônia

Quem mais poderia querer mais chamar a atenção do que o Mestre de Cerimônia? Adora ser o centro da atenções, o que se mostra em todo o espetáculo.
- O Sonhador

O sonhador é uma figura ingênua, inspirada e com sono, que durante todo o espetáculo mostra suas qualidades.
- O Barão

O barão é um dos mais enigmáticos personagens da trama toda. Pode ser amigo ou inimigo, sempre secreto.
- Eddie

Eddie é um palhaço mimico, o futuro da criança, que parece que não cresceu.
- As Formas Urbanas

Mascaradas todas, com diferentes faces- interrogativas, mágicas, alegres, tristes, neutras.
- As Formas Multicoloridas

Misteriosas, ela atravessam o palco, concentradas, leves, como répteis.
- A Cantora

Esta é o espirito humano transformada em sonho, música, fantasia.

## Atos
- Prologue
- Adagio Trio
- Chinese Poles
- Trick Bicycle
- Juggling
- Boleadoras

Intervalo
- Russian Swing
- Duo Trapeze
- Hand-to-Hand
- Bungee
- Epilogue

Não mais perfomados.
- Vertical Rope
- Contortion
- Manipulation
- Diabolo
- Solo Trapeze
- Double Wire

## Trilha sonora
Diferente das outras trilhas sonoras, a de Saltimbanco veio com 4 versões, diferente das comuns 3. As vocais são de Francine Poitras,Laurence Janot e Laur Fugere.
1992 Original
1. Kumbalawé (Opening)
2. Barock (Russian Swing)
3. Kazé (Double Wire)
4. Amazonia (Duo Trapeze)
5. Norweg (Double Wire)
6. Urgence (Hand-To-Hand)
7. Pokinoï (Vertical Rope e Interude Before Boleadoras)
8. Saltimbanco (Chinese Poles)
9. Il Sogno di Volare (Bungee)
10. Horéré Ukundé (Finale)
11. Rideau (Opening)

Versão estendida
Lançada em 2001
É a mesma lançada em 1992, com as novas músicas
1. Adagio - Ao vivo (Adagio Trio)
2. Arlequin - Ao vivo (Juggling)

Versão de 2005
1. Kumbalawé (Opening)
2. Saltimbanco (Chinese Poles)
3. Cantus-Mélopée (Solo Trapeze)
4. Norweg (Double Wire)
5. Kazé (Double Wire)
6. Barock (Russian Swing)
7. Adagio (Adagio Trio)
8. Amazonia (Duo Trapeze)
9. Pokinoï (Interlude before Boleadoras)
10. Il Sogno di Volare (Bungees)
11. Horéré Ukundé (Final)
12. Rideau (Opening)

Ao Vivo em Amsterdam
CD 1
1. Cloche et Preséntacion
2. Rideau
3. Kumbalawé
4. Adagio
5. Saltimbanco
6. Clown
7. Kazè/Norweg
8. Rêve
9. Arlequin
10. Rave Out

CD 2
1. Tap Dance
2. Barock
3. Cantus Mélopeé
4. Amazonia
5. Démontage Trapèze
6. La Mort
7. Urgence
8. Il Sogno di Volare
9. Transfert
10. Horéré Ukundé